# 제1회 한일 프로야구 레전드 슈퍼게임
제1회 한일 프로야구 레전드 슈퍼게임은 2013년 11월 30일 문학야구장에서 개최될 KBO 리그와 일본 프로 야구의 레전드 선수들이 모여 자웅을 겨루는 시합이다.

## 선수 명단

### 한국 프로 야구 레전드
대회장 : 백인천 (SBS)
감독 : 선동열(KIA, 플레잉감독)
투수 : 선동열, 이대진(이상 KIA), 김원형, 조웅천(이상 SK), 이강철, 최상덕(이상 넥센), 송진우, 정민철(이상 한화), 조용준(MBC), 김태한(삼성)
포수 : 이만수, 박경완(이상 SK), 장채근(홍익대), 신경현
내야수 : 마해영(XTM), 김성한, 장종훈 (이상 한화), 염경엽(넥센), 최태원(LG), 안경현(SBS), 강기웅(삼성), 한대화(KIA), 김한수(삼성), 공필성(롯데), 류중일, 김재걸(이상 삼성), 이종범(한화)
외야수 : 이정훈(한화), 최익성(저니맨야구육성사관학교), 이순철(SBS), 김일권, 심재학(넥센), 박재홍(MBC)

### 일본 프로 야구 레전드 (선발명단)
- 감독 : 사사키 가즈히로
- 선발 투수 : 다카쓰 신고
- 포수 : 요시나가 고이치로
- 1루수 : 야마사키 다케시
- 2루수 : 무라카미 타카유키
- 3루수 : 고쿠보 히로키
- 유격수 : 구와타 마스미
- 좌익수 : 카키우치 테츠야
- 중견수 : 이이다 데쓰야
- 우익수 : 타나카 카즈노리
- 지명타자 : 고마다 도쿠히로

- 다카쓰 신고는 CPBL, KBO, NPB, MLB 4개리그 경험이 있다.
- 고마다 도쿠히로 (駒田徳広)의 이름중 徳를 음독으로 발음할땐 도쿠(どく) 훈독으로 발음할땐 노리(のり)라 발음한다.

## 경기 결과
| 팀                                                                                  | 1 | 2 | 3 | 4 | 5 | 6 | 7 | 8 | 9 | R | H | E |
| 일본                                                                                | 2 | 0 | 4 | 0 | 0 | 0 | 0 | 0 | 0 | 6 | ' | ' |
| 대한민국                                                                            | 1 | 0 | 0 | 1 | 0 | 2 | 0 | 1 | 0 | 5 | ' | ' |
| 승리 투수: 다카쓰 신고 패전 투수: 송진우 홈런: 일본 – 이이다 데쓰야 야마사키 다케시 |   |   |   |   |   |   |   |   |   |   |   |   |

### 홈런
- 1회초 이이다 데쓰야는 투수 송진우의 2구를 받아쳐 문학구장의 담장을 넘겼다
- 1회초 야마사키 다케시는 투수 송진우의 초구를 받아쳐 문학구장의 담장을 넘겼다

## MVP
- 원정팀 MVP : 야마사키 다케시
- 홈 팀 MVP : 이대진

## 이벤트

### 어깨왕 챌린지
- 우승 : 죠즈메 마사히코 (94M)
- 준우승 : 이대진 (93m)

## 같이 보기
- 한일 프로 야구 슈퍼 게임
- 한일 프로야구 레전드매치 2012